# Diaphorus consimilis
Diaphorus consimilis är en tvåvingeart som beskrevs av Octave Parent 1937. Diaphorus consimilis ingår i släktet Diaphorus och familjen styltflugor.
Artens utbredningsområde är Kongo. Inga underarter finns listade i Catalogue of Life.